# Silvia (namn)

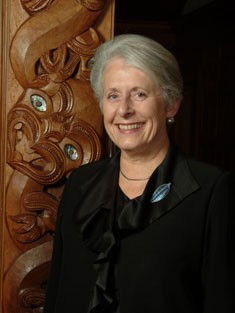
Silvia Cartwright cirka 2001.

Förnamnet Silvia är, liksom Sylvia, bildat av det latinska ordet silva som betyder 'skog'.
Namnet har inte fått någon riktigt stor spridning i Sverige, trots drottning Silvia. Ett tiotal flickor får namnet varje år. Den 31 december 2009 fanns det totalt 1 341 personer i Sverige med namnet Silvia, varav 911 med det som tilltalsnamn/förstanamn. År 2003 fick 8 flickor namnet, varav 4 fick det som tilltalsnamn.
Namnsdag: 8 augusti.

## Personer med namnet Silvia
- Sankta Silvia, mor till påven Gregorius I
- Silvia (född Sommerlath), sedan 1976 svensk drottninggemål till kung Carl XVI Gustaf.
- Silvia Avallone, italiensk författare
- Silvia Cartwright, generalguvernör över Nya Zeeland 2001-2006.
- Silvia Costa, kubansk friidrottare
- Silvia Farina Elia, italiensk tennisspelare
- Silvia Neid, tysk fotbollsspelare, förbundskapten
- Silvia Rieger, tysk friidrottare.
- Silvia Saint, tjeckisk porrfilmsskådespelerska.

## Fiktiva personer med namnet Silvia
- Rhea Silvia, i den romerska mytologin mor till Romulus och Remus.
- Silvía Night (isländska: Silvía Nótt), huvudperson i det isländska TV-programmet The Silvia Night Show.